# Harold Ramis
Harold Ramis (Chicago, 21. studenog, 1944. – 24. veljače 2014.) bio je američki glumac, scenarist i redatelj. Među poznatijim filmovima za koje je napisao scenarij ili ih je režirao jesu Golf klub, Istjerivači duhova, Analiziraj ovo i Beskrajni dan.

## Mlade godine
Ramis se rodio 1944. kao dijete Ruth Cokee i Natea Ramisa te je odgajan u židovskoj tradiciji. Iako su mu roditelji prema vlastitim riječima bili brižni, često ih nije bilo kod kuće zbog posla, zbog čega su on i njegov brat odrasli u odgovorne i oprezne osobe. Ramis je bio član Alpha Xi i Zeta Beta Tau bratstva na sveučilištu Washington u saveznoj državi Missouri, gdje je navodno dobio hrpu inspiracije za pisanje komedija u svojoj budućoj karijeri. 1968. je privremeno radio u javnoj školi u Chicagu. Neko vrijeme je radio i kao pomoćnik u mentalnoj instituciji gdje je doživio tragične psihološke slučajeve depresivnih pacijenata, no šaljivo je komentirao da ga je to iskustvo "pripremilo za rad s glumcima u Hollywoodu".

## Karijera

### 1970-te
Ramis je promijenio svoj posao te se zaposlio kao urednik zabavnih rubrika u časopisu Playboy. Radio je i na radikalnoj video komuni „TVTV“. Nastupao je i u Chicagovoj „Second City improvisational comedy“ te u reviji na Broadwayju „National Lampoon’s Lemmings“. John Belushi, Gilda Radner i Bill Murray su bili samo neki od slavnih ličnosti koje je upoznao početkom 1970-ih na emisiji „The National Lampoon Show“, ali nije bio pozvan od Lorne Michaels da se kasnije s njima pridruži legendarnoj humorističnoj emisiji „Saturday Night Live“. Bio je i pisac televizijske serije „Second City Television“, gdje je povremeno i osobno nastupao, imitirajući slavne ličnosti kao što su Kenneth Clark i Leonard Nimoy.
1978. je napisao scenarij za svoj prvi film, „Zvjerinjak“, koji je postao popularan hit i po nekim prototip za buduće vulgarne komedije. Film je režirao John Landis a među glumcima koji su uz pomoć njega stekli slavu je bio i John Belushi. Za taj je film Ramis nominiran za Screen Actors Guild Award. Godinu dana kasnije usljedila je komedija „Ludosti u kampu“ gdje po prvi put na filmu surađivao s komičarom Billom Murrayjeom s kojim se sprijateljio. 

### 1980-te
1980. debitirao je kao redatelj kultnom komedijom „Golf klub“, koja je također bila hit, ali je naišla na podvojeni odjek kritike. Iako su komičari Murray, Dangerfield i Chevy Chase trebali biti samo sporedni likovi u originalnom scenariju, njihova improvizacija je znatno promijenila i uvećala njihove uloge što je promijenilo priču u gotov film. Ramis je naknadno opisao "Golf klub" ovim riječima:
"Jedva mogu gledati taj film. Sve što vidim je hrpa kompromisa i stvari koje su mogle biti bolje. Primjerice, smeta mi što nitko izuzev Michaela O'Keefea ne zna mahati palicom za golf. Film o golfu sa najgorim primjerima zamaha u golfu koje ste ikada vidjeli! No, čini se da to ne smeta ljudima koji igraju golf."
S Murrayjem je nastupio i u komediji „Narednik će poludjeti“. 1982., Ramis je planirao režirati filmsku adaptaciju hvaljenog romana "Konfederacija budala" koju je napisao John Kennedy Toole, a glavne uloge su trebali glumiti John Belushi i Richard Pryor, međutim, projekt je otkazan zbog nepoznatih razloga. Umjesto toga, snimio je hit komediju "Ludi provod". 1984. zajedno s Danom Aykroydom napisao je i snimio fantastičnu komediju „Istjerivači duhova“ koja ga je opet udružila s Murrayjom a koja je postala njihov najkomercijalniji projekt. On je glumio Egona Spenglera u tom filmu, koji je, po vlastitim riječima, trebao biti neka vrsta „New Age Mr. Spocka“. Film je bio fenomen godine i donio pohvale kritičara.
Sredinom 1980-ih, komičar Rodney Dangerfield ga je počeo nagovarati da napiše i režira nastavak kultne komedije, "Golf klub 2", kako bi mogao reprizirati svoju ulogu. Ramis je za jedan intervju opisao te nesretne okolnosti:
"Dangerfield me uvjerio u ispravnost te ideje; "Ne, nastavak će biti super! Bit će super!" Studio je volio tu zamisao, no on je bio jedini koji je to htio napraviti. Ted Knight je preminuo. Bill Murray nije pokazao nikakvog interesa. Chevy Chase je nastavio dalje s karijerom. Dakle, to je trebao biti film koji bi se vrtio samo oko Rodneyja, a studio je pristupio ovako sa mnom: "Pa, ako ti to nećeš napisati, netko drugi hoće, a onda će to biti stvarno grozan nastavak."
Dakle, pristao sam, i dopustio sam da mi plate puno novca. Napisao sam scenarij sa kolegom zvanim Peter Torokvei. Onda je Rodney iznenada napustio projekt. Ušao je u spor oko ugovora sa studijom te je ispao iz igre. To nas je ostavilo na cjedilu. I ja sam onda pobjegao, no oni su svejedno nastavili i snimili ga, ti stari producenti filma. Dakle, nitko tko je imao izvorno znanje "Golf kluba" nije sudjelovao u stvaranju nastavka, i bio je grozan. Mi smo doslovno ispuzali van iz kina kada smo ga vidjeli. Nismo htjeli da nas itko prepozna."
Usljedili su scenariji za manje zapažene komedije „Povratak u školu“ i „Naoružani i opasni“, te nastavak „Istjerivači duhova 2“. 

### 1990-te
1993. je dobio ponudu da realizira scenarij Dannyja Rubina za film „Beskrajni dan“. Iako mu je obečao da neće mijenjati priču, ipak je odlučio dodati joj uvod i malo izmijeniti neke pojedinosti. Taj film ga je opet ujedinio s Murrayjem, ali se ovaj posvađao s njim te prekinuo svaki kontakt nakon tog filma. Ramis ni danas ne zna točne razloge zašto je tako reagirao. Ipak, Murray je sam izjavio da je bio jako ponosan filmom koji je s vremenom postao klasik. Rubin i Ramis su za „Beskrajni dan“ osvojili nagradu BAFTA u kategoriji najboljeg izvornog scenarija.
Dobio je i ponudu da režira filmsku adaptaciju videoigre "Super Mario Bros." od producenta istog, ali je odbio. Naknadno, kad je film bio komercijalni promašaj, izjavio je da je "sretan što je odbio ponudu". Ramis je nastupio u maloj ulozi u hvaljenoj tragikomediji „Bolje ne može“ te kasnije nastavio režirati manje zapažene komedije, kao što su „Stuart spašava svoju obitelj“ i "Ja i moji dvojnici". 

### 2000-te do danas
I njegovi kasniji filmovi iz 2000-ih nisu bili osobito hvaljeni ni komercijalno uspješni: „Začaran“, „Ledena žetva“ i "Godina prva" odreda su primljeni mlako. Ipak, režirao je četiri hvaljene epizode humoristične TV serije Ured ("The Delivery: Part 2", "Beach Games", "Safety Training" i "A Benihana Christmas").
Također je glumio male uloge u nekoliko hit komedija, kao što je "Zalomilo se" obožavatelja Judda Apatowa.

## Privatni život
U 1970-ima se oženio za suprugu Anne, te su zajedno dobili kćer Violet 1977. No ona ga je napustila pa ju je on morao sam odgojiti. Kasnije se oženio za Ericu Mann i dobio još dvoje djece: Julian (1990.) i Daniel (1994.).
1993. dobio je počasni doktorat umjetnosti od sveučilišta Washington. 2004. uključen u Stazu slave u St. Louisu.

## Utjecaj
Filmaši i komičari nove generacije Judd Apatow, Jay Roach, Jake Kasdan, Adam Sandler, i Peter i Bobby Farrelly su citirali njegove filmove kao njihove uzore.

## Filmografija

### Glumac
- 1981. Narednik će poludjeti
- 1981. Heavy Metal (glas)
- 1984. Istjerivači duhova
- 1987. Baby Boom
- 1988. Stealing Home
- 1989. Istjerivači duhova 2
- 1994. Praznoglavci
- 1997. Bolje ne može
- 2002. Orange County
- 2006. Posljednji poljubac
- 2007. Walk Hard
- 2007. Zalomilo se

### Redatelj
- 1981. Golf klub
- 1983. Ludi provod
- 1986. Klub raj
- 1993. Beskrajni dan
- 1995. Stuart spašava svoju obitelj
- 1996. Ja i moji dvojnici
- 1999. Analiziraj ovo
- 2000. Začaran
- 2002. Analiziraj ono
- 2005. Ledena žetva
- 2009. Godina prva

## Vanjske poveznice
- Službena stranica
- Harold Ramis u internetskoj bazi filmova IMDb-u (engl.)
- Intervju za Las Vegas Weekly (1999)
- DVD Review - Harold Ramis
- St. Louis Walk of Fame